# Lyncina vitellus
Lyncina vitellus is een slakkensoort uit de familie Cypraeidae. De wetenschappelijke naam is gepubliceerd in 1758 door Linnaeus in de tiende editie van Systema naturae.